# جک پورتر (بازیکن فوتبال)
جک پورتر (انگلیسی: Jack Porter؛ زادهٔ ۱۵ ژوئیهٔ ۲۰۰۸) بازیکن فوتبال اهل بریتانیا است که در حال حاضر برای باشگاه فوتبال آرسنال بازی می‌کند. 
از باشگاه‌هایی که در آن بازی کرده است می‌توان به باشگاه فوتبال آرسنال اشاره کرد.
وی همچنین در تیم‌های ملی فوتبال زیر ۱۶ سال انگلستان و زیر ۱۷ سال انگلستان بازی کرده است.